# Фердинанд Кастильский (граф Омаля)
Фердинанд Кастильский (исп. Ferdinand de Castile), также известный как Фердинанд де Понтьё (фр. Ferdinand de Ponthieu; 1238 — до 1264) — инфант Кастилии, граф де Омаль, сеньор де Монгомери и де Нуайель-сюр-Мер.

## Биография
Старший сын короля Кастилии Фердинанда III и его второй жены Жанны де Даммартен (1220—1279), графини Понтьё и Омаля. 
С 1250 года в документах указывался как граф Омаля, барон Монгомери, сеньор де Нуайель-сюр-Мер. Вероятно, мать передала ему эти владения после того, как унаследовала графство Понтье.
В 1254 году (в августе или сентябре), через два года после смерти отца, вместе с матерью уехал во Францию.

## Брак и дети
В 1256/57 году женился на Лоре де Монфор, даме д’Эпернон, дочери Амори VI де Монфора и Беатрикс де Вьеннуа. Единственный ребёнок — сын:
- Жан де Понтьё (погиб в Битве шпор 11.07.1302), граф Омаля, барон Монгомери, сеньор д’Эпернон и де Нуайель-сюр-Мер.